# English Electric GT3
Die English Electric GT3, mit dem Spitznamen Chocolate Zephyr, war ein erfolgloser Prototyp einer Gasturbinenlokomotive, der von English Electric entwickelt und bei British Railways (BR) erprobt wurde. Unter der Leitung von J.O.P. Hughes wurde die Lokomotive mit mechanischer Kraftübertragung von 1960 bis 1961 in der ehemaligen Vulcan Foundry in Newton-le-Willows gebaut und bis Ende 1962 erprobt. Obwohl die an eine Schlepptenderlokomotive erinnernde GT3 störungsfrei funktionierte, scheiterte das Projekt letztendlich aufgrund veralteter Technologie, die zum Zeitpunkt der Erteilung des Entwicklungsauftrags bereits zehn Jahre überholt war. Weder English Electric noch British Railways hatten ein Interesse, das Projekt weiter zu verfolgen, da mit den Diesellokomotiven bereits eine wirtschaftliche Technologie zur Ablösung des Dampfbetriebes verfügbar war. Aus diesem Grund wurde die Lokomotive 1962 abgestellt und 1966 verschrottet.

## Geschichte
Während in den 1960er Jahren die Elektrifizierung der East Coast Main Line bereits im Gange war und die BR-Regionen Midlands und Schottland auf Dieselbetrieb setzten, interessierte sich ausschließlich die Western Region der BR mit dem Streckennetz der ehemaligen Great Western Railway (GWR) für Gasturbinenlokomotiven. GWR hatte noch vor dem Zweiten Weltkrieg den Auftrag zur Entwicklung von zwei Gasturbinenlokomotiven vergeben. Die GT1 mit der späteren BR Nr. 18000 wurde von den Schweizer Unternehmen SLM und BBC gebaut und 1949 geliefert, die GT2 mit der späteren BR Nr. 18100 wurde von Metropolitan-Vickers als Lizenzbau von SLM und BBC gefertigt und 1951 geliefert. Beide Lokomotiven verwendeten eine elektrischen Kraftübertragung, konnten aber bei ihrem Einsatz vor Schnellzügen keine Vorteile gegenüber Diesellokomotiven oder elektrischen Triebfahrzeugen aufzeigen.
Aus diesem Grund setzte English Electric bei der Entwicklung der GT3 unter der Leitung von J.O.P. Hughes auf ein möglichst konventionelles Design, das an eine Dampflokomotive erinnerte und mit einer mechanischen Kraftübertragung arbeitete. Hughes hielt diese Technologie damals für einfacher im Vergleich zur elektrischen Kraftübertragung. English Electric arbeitete seit etwas 1950 an der Entwicklung einer solchen Lokomotive, die zuerst noch die Achsfolge 2’D2’ Northern hatte. Es lagen damals bereits erste Erfahrungen mit mechanischen Kraftübertragungen aus dem Schiffsbau und den Rover Gasturbinenfahrzeugen vor.
Die Gasturbine der GT3 wurde 1960 im Werk Whetstone in London hergestellt. Im gleichen Jahr wurde der Antriebsteil zusammen mit den Fahrwerk zur Erprobung auf dem Lokomotivprüfstand in Rugby überführt und anschließend auf einem eigens dafür verlegten Testgleis zur Betriebsreife gebracht. Nach den Versuchen, die einer Fahrtstrecke von 8000 km entsprachen, kehrte das Untergestell mit der Antriebseinheit zur Vulcan Foundry zurück, um zur vollständigen Lokomotive ergänzt zu werden.
1961 verließ die GT3 die Vulcan Foundry und wurde in das ehemalige Lokomotivdepot Whitchurch, Shropshire, überstellt. Erste Testfahrten mit der Lokomotive noch ohne Wagen sowie Personalschulungsfahrten fanden auf der Strecke von Crewe nach Chester statt. Es folgten Lastfahrten nach Llandudno Junction auf der North Wales Coast Line. Anschließend wurde die GT3 nach Leicester überführt, um Versuche auf der Great Central Main Line durchzuführen. Diese Fahrten fanden zwischen Leicester und Woodford Halse sowie Leicester und dem Bahnhof Marylebone in London statt.
Im Mai 1961 wurde die Lokomotive anlässlich des 50-jährigen Bestehens des Institute of Locomotive Engineers in Marylebone präsentiert. Danach fuhr sie Versuche auf der West Coast Main Line von Crewe über Shap Summit nach Carlisle. Nach den Testfahrten wurde die Lokomotive Ende 1962 an die Vulcan Foundry zurückgegeben.
Bei den Versuchsfahrten wurde das Anfahren auf einer Steigung von 22,7 ‰ getestet, wobei zur Belastung zwei Güterzuglokomotiven der LMS-Klasse 8F zum Einsatz kamen. Dabei wurden Zugkräfte von 160 kN gemessen. Bei Fahrten mit einer Anhängelast von 700 t, die einen schweren Schnellzugsdienst simulierten, erwies sich die GT3 als gleichwertig und teilweise sogar überlegen im Vergleich zu Dampf- und Diesellokomotiven.
In einem Kommentar zu den Tests wurde vermerkt, dass die Lokomotive trotz einiger Kinderkrankheiten und erforderlicher Änderungen während der Testfahrten nie versagte. Die Lokomotive selbst wurde als komfortabel und einfach bedienbar beschrieben. Das Fahrpersonal konnte sich im geschlossenen, mit Teppich ausgelegten Führerstand in normaler Lautstärke verständigen, was einen erheblichen Unterschied im Vergleich zu den Dampflokomotiven darstellte.
Obwohl die Lokomotive eine gute Leistung erbrachte, auch auf Strecken, die eine längere, konstant hohe Leistungsabgabe erforderten, wären weitere Untersuchungen und Entwicklungen am Prototyp notwendig gewesen, um die GT3 auf das gleiche Reifegradniveau zu bringen wie die neuen Diesellokomotiven. Im Gegensatz zu den Diesellokomotiven mit zwei Führerständen benötigte die GT3 immer noch Drehscheiben. Darüber hinaus war die Gasturbine im Vergleich zu Dampflokomotiven und Diesellokomotiven sehr laut.
Aus diesem Grund waren weder English Electric noch British Railways bereit, weitere Investitionen in die Entwicklung der Gasturbinentechnologie zu tätigen, da die Diesellokomotiven mit elektrischer Kraftübertragung immer bessere Gewicht-Leistungs-Verhältnisse erreichten und sich somit als die bevorzugte Lösung für die zukünftige Zugförderung etablierten. Ein weiterer Grund, weshalb English Electric das Interesse an der Gasturbine verloren hatte, war, dass das Unternehmen bereits in mehreren erfolgreichen Diesellokomotivprojekten tätig war.
Die GT3 wurde daher nach Abschluss der Versuchsfahrten nicht mehr in Betrieb genommen; die Gasturbine und der Wärmetauscher wurden ausgebaut und anderweitig verwendet, während der Rest der Lokomotive 1966 verschrottet wurde.

## Technik
Die Lokomotive verfügte über eine Zweiwellen-Gasturbinenanlage des Typs EM 27 L, die nach dem offenen Kreisprozess arbeitete. Die Hochdruckturbine war mit dem Verdichter und den Hilfsbetrieben gekoppelt, während die zweite Turbine mit den Niederdruckstufen über ein mechanisches Wende- und Untersetzungsgetriebe die mittlere der drei Kuppelachsen antrieb. Der Verdichter bestand aus sechs Axial- und einer Radialstufe und verdichtete die Luft auf einen Enddruck von 4,2 atü, bevor sie über einen abgasbeheizten Plattenwärmetauscher in die Brennkammer geleitet wurde. Das Arbeitsgas strömte zuerst durch die Hochdruckturbine und anschließend durch die Niederdruckturbine. Beide Turbinen waren in Längsrichtung hintereinander vor dem ersten Kuppelradsatz installiert, waren mechanisch nicht miteinander verbunden und drehten sich in entgegengesetzte Richtungen, was einer gyroskopische Stabilisierung entgegenwirkte. Die Arbeitsturbine lieferte bei einer Drehzahl von 9000 min−1 eine Nennlast von 2 MW (2700 PS). In diesem Betriebspunkt hatte der Verdichter eine Drehzahl von 8240 min−1. In der Brennkammer erreichte das Arbeitsgas eine Temperatur von 777 °C, während das Abgas noch eine Temperatur von 355 °C aufwies. Bei Volllast betrug der Brennstoffverbrauch 394 g/kWh (290 g/PSh), was einem Gesamtwirkungsgrad der Maschinenanlage von 22 % entspricht. Bei Halblast wurden ein Wirkungsgrad von 17 % erzielt. Die GT3 erreichte eine Höchstgeschwindigkeit von 145 km/h und zeigte während der Testfahrten hervorragende Leistungen. Die Zugkraft betrug 160 kN.
Der Start der Anlage erfolgte durch das Andrehen der Turbine mit einem 45 kW-Elektromotor. Die Brennkammer wird mit einem Propangasstrahl und einer Zündkerze gezündet.
Im Schlepptender der Lokomotive war der Brennstoffvorrat, der Dampfkessel der Dampfheizung für den Wagenzug, eine Toilette für das Fahrpersonal und ein Korridor mit Personenübergang zum Wagenzug untergebracht.
Die GT3 hatte einen buchenblatt-braunen Anstrich, der von einem dunklen, braunschweigisch-grünen Rahmen und Rädern ergänzt wurde. Zudem waren grüne und orange Zierlinien und Anschriften vorhanden. Der braune Anstrich brachte der Lokomotive bei den Eisenbahnfreunden den Spitznamen Chocolate Zephyr ein.
In Großbritannien wurden zur Zeit der GT3 weiße Signalscheiben als Spitzensignal verwendet, die dem Stellwerkpersonal die Gattung des Zuges sowie dessen Laufweg anzeigten. Dieses Signal, das als Headcode bezeichnet wurde, konnte an der GT3 durch fest installierte Klappscheiben dargestellt werden, die im geöffneten Zustand weiße Scheiben fungierten.